# Niels Brinck
Niels Brinck Kristensen (* 24. září 1974 v Aabyhøj) je dánský zpěvák, skladatel a písničkář. V Evropě je známý jako reprezentant Dánska na Eurovision Song Contest 2009 v Moskvě, kde s písní "Believe Again" obsadil 13. místo s 69 body.

## Kariéra
Niels Brinck vešel ve známost v roce 2008 díky svému debutovému albu "Brinck", které se dostalo do hitparády deseti nejprodávanějších dánských alb. Singly z tohoto alba "I Don't Wanna Love Her" a "In The End I Started" navíc obsadily místo mezi nejúspěšnějšími singly – druhý zmíněný, duet se švédskou zpěvačkou Marií Marcus byl navíc použit jako titulní píseň dánské krimisérie Anna Pihl.

Niels současně prorazil jako autor písní pro jiné autory – stál například za hitovým singlem "The 1" mladého zpěváka Martina, vítěze dánské odnože reality-show X-Factor. 

V roce 2009 Brinck zvítězil v soutěži Dansk Melodi Grand Prix, národním kole do Eurovision Song Contest.

Soutěžní píseň "Believe Again", kterou napsali Ronan Keating, Lars Halvor Jensen a Martin Larsson Moller, obdržela nejvíce diváckých hlasů a následně reprezentovala Dánsko na Eurovizi v Moskvě.
 14. května 2009 Brinck postoupil z druhého semifinálového kola, a o dva dny později ve finále obsadil třinácté místo.

## Galerie

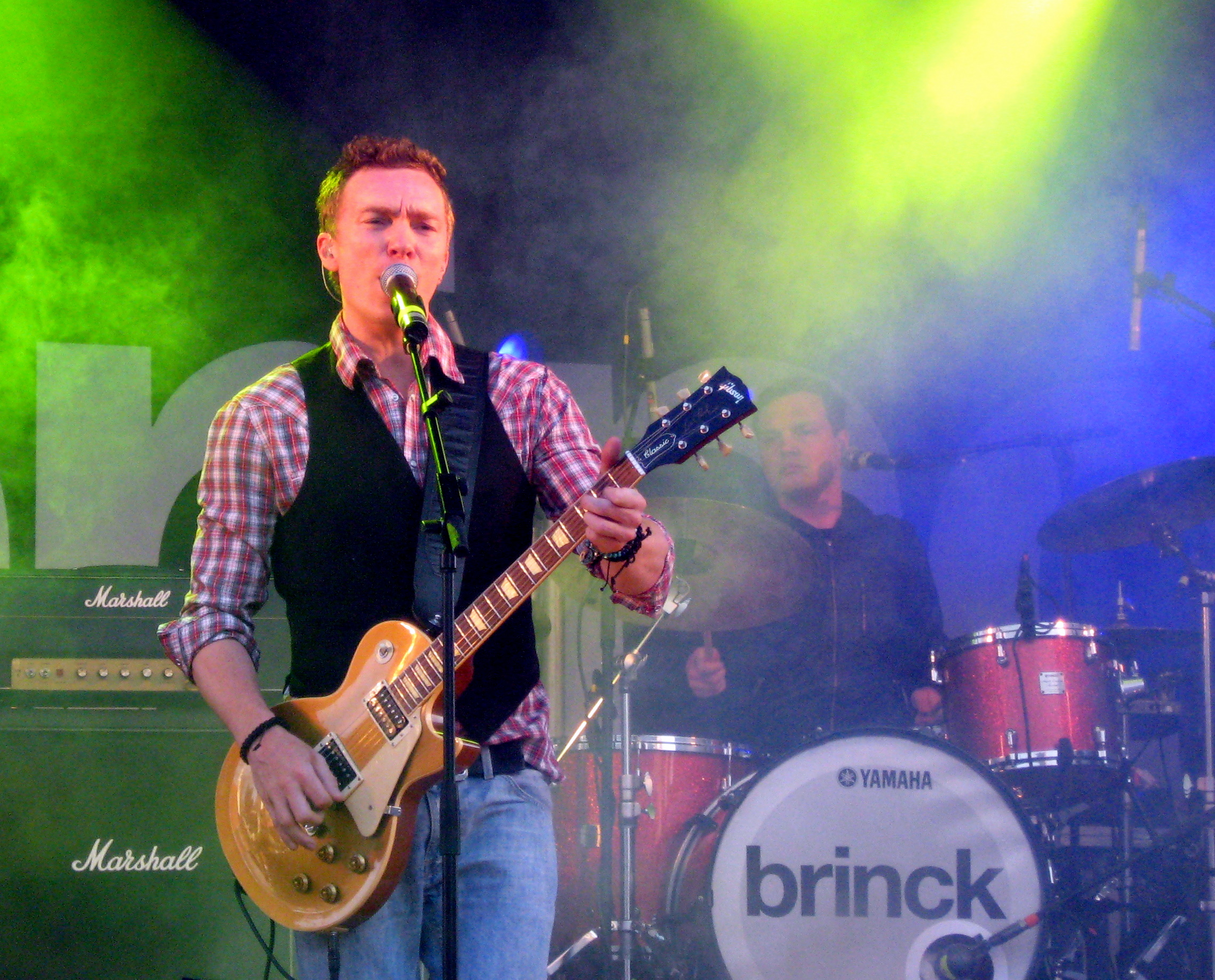
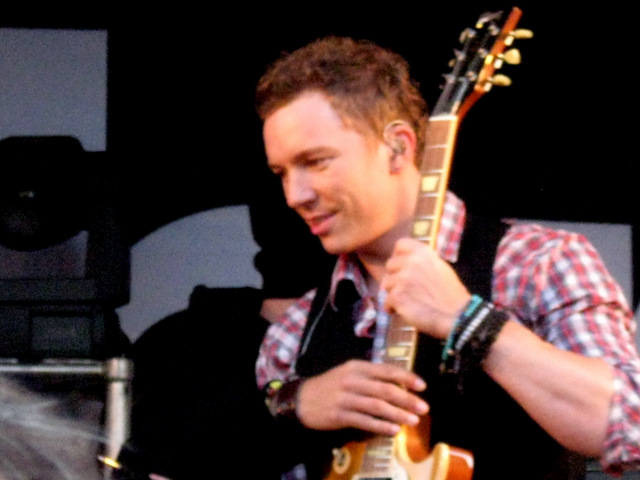